# 옥테인

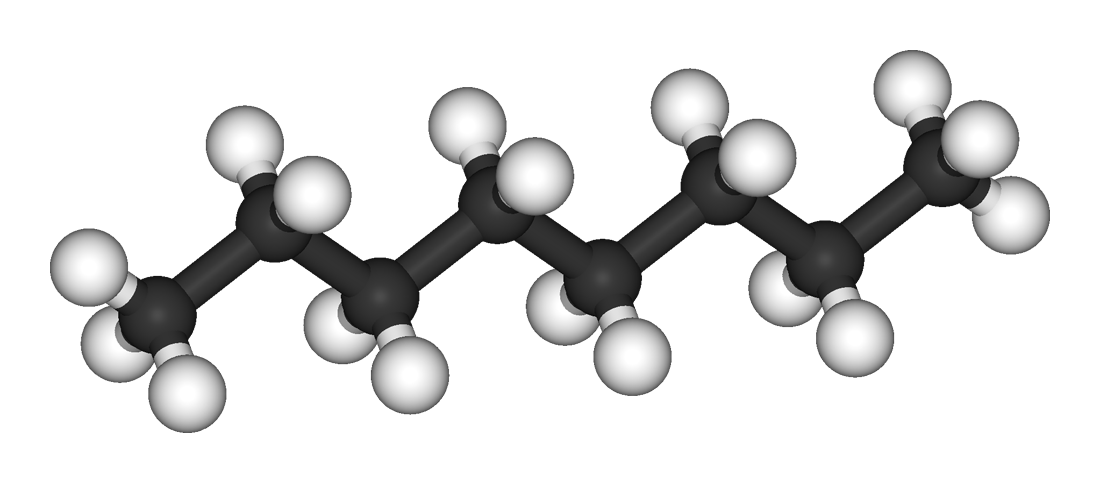

옥테인(octane) 또는 옥탄(독일어: Octan)은 분자식 C8H18, 축약구조식(Condensed structural fomula) CH3(CH2)6CH3을 갖는다. 옥탄은 탄소고리 내에 가지의 위치와 그 양이 다른 많은 구조 이성질체를 갖는다. 이성질체 중 하나인 2,2,4-트리메틸펜테인(이소옥테인)이 옥탄 평가척도의 표준 값 중 하나로 사용된다.
옥탄은 알케인으로, 18가지의 이성질체를 가지고 있다.
- 옥테인 (n-octane)
- 2 메틸헵테인
- 3 메틸헵테인 (카이랄성)
- 4 메틸헵테인
- 3 에틸헥세인
- 2,2 디메틸헥세인
- 2,3 디메틸헥세인 (카이랄성)
- 2,4 디메틸헥세인 (카이랄성)
- 2,5 디메틸헥세인
- 3,3 디메틸헥세인
- 3,4 디메틸헥세인 (카이랄성 또는 메소 복합물)
- 3에틸 2메틸펜테인
- 3에틸 3메틸펜테인
- 2,2,3 트리메틸펜테인 (카이랄성)
- 2,2,4 트리메틸펜테인
- 2,3,3 트리메틸펜테인
- 2,3,4 트리메틸펜테인
- 2,2,3,3 테트라메틸부테인